# Mauro Morri
Mauro Morri (Rimini, 4 ottobre 1977) è un ex cestista italiano.
È cugino di Alessandro Angeli, anch'egli cestista.

## Carriera

Morri nel 2000-2001 a Rimini

Playmaker di 190 centimetri, cresce nelle giovanili del Basket Rimini ad eccezione delle stagioni 1992-1993 e 1993-1994 trascorse alla Polisportiva Stella, sempre a Rimini.
Il suo esordio in prima squadra avviene il 14 gennaio 1996, sotto la guida tecnica dell'allora coach Piero Bucchi, in occasione dell'incontro casalingo di Serie A2 perso contro la Polti Cantù. L'anno seguente la formazione biancorossa conquista il ritorno in Serie A1, in una stagione che vede Morri collezionare undici presenze in regular season e tre ai play-off, anche se con un minutaggio marginale. Il salto di categoria gli permette di debuttare nella massima serie il 21 settembre 1997 sul campo della Fortitudo Bologna nel match valido per la prima giornata della Serie A1 1997-1998, campionato in cui il suo utilizzo sale a 12,0 minuti di media ed in cui trova anche le prime quattro partite giocate da titolare, mentre a livello di squadra il club romagnolo centra la salvezza, arriva ai quarti di finale dei play-off e si qualifica per la Coppa Korać. Nel 1998-1999 Morri è ancora schierato prevalentemente da riserva, anche se il suo impiego cresce a 18,5 minuti a partita, in un'annata culminata per il secondo anno di fina con il raggiungimento dei play-off scudetto e della qualificazione alle coppe europee. Morri inizia perlopiù dalla panchina anche il campionato 1999-2000 quando parte dietro al playmaker a gettone LaShun McDaniel. Nel dicembre 1999 viene esonerato coach Massimo Bernardi ed al suo posto viene promosso dalla guida delle giovanili il trentunenne Paolo Carasso, il quale decide di affidare la cabina di regia della squadra a Morri, che da quel momento diventa il nuovo playmaker titolare. Mantiene il proprio ruolo anche nel campionato seguente disputato con i galloni di capitano, anche se a dicembre la società lo sospende per un turno per motivi disciplinari. Il 14 marzo 2001, nella sconfitta del Palalido contro l'Olimpia Milano, segna 23 punti, suo record personale per una partita di Serie A1. Oltre a chiudere la Serie A1 2000-2001 con 9,2 punti in 31,5 minuti a gara, Morri chiude il torneo con una media di 4,0 assist, numeri che gli permettono di essere il terzo assistman di quell'edizione dietro ai soli Gianmarco Pozzecco e Jerome Allen. La travagliata stagione della squadra riminese tuttavia si conclude con l'ultimo posto in classifica e la retrocessione in seconda serie.
A seguito della retrocessione riminese dalla Serie A1 alla Legadue, Morri rimane comunque in Serie A con il passaggio alla Scandone Avellino avvenuto nell'estate 2001. In Irpinia tuttavia resta fino al febbraio 2002, poiché a stagione in corso viene sostituito dall'oriundo Diego Ciorciari, suo futuro compagno di squadra l'anno successivo a Rimini. Le medie di Morri nelle 22 presenze in biancoverde ammontano a 5,1 punti segnati e 1,3 assist nei 15,8 minuti a sua disposizione.
Per la stagione 2002-2003 scende nel campionato di Legadue con il ritorno al Basket Rimini, nel frattempo ribattezzato Basket Rimini Crabs. La squadra rischia di incappare in una nuova retrocessione, tanto che a quattro giornate dalla fine occupa l'ultimo posto in classifica in solitaria, ma poi riesce a salvarsi nelle ultime partite. Morri termina il torneo con 7,0 punti e 2,5 assist a fronte di 21,1 minuti di media.
Il campionato 2003-2004 lo gioca con il Fabriano Basket. Contribuisce al raggiungimento di un posto ai play-off grazie anche ai suoi numeri che salgono a 13,8 punti e 5,5 assist in 35,7 minuti a gara. In occasione della partita casalinga del 28 marzo 2004 contro il Banco di Sardegna Sassari realizza il suo massimo in carriera di 32 punti segnati. In precedenza, nella vittoria del 21 dicembre 2003 contro Ferrara, aveva messo a referto il suo career high personale per assist in una singola partita dopo averne distribuiti 13.
Comincia la stagione 2004-2005 nuovamente in Legadue, questa volta con i colori della Nuova Pallacanestro Pavia. Visto il rapporto non idilliaco con coach Massimiliano Baldiraghi e il fatto di essere considerato una testa calda anche fuori dal campo, nel gennaio 2005 rescinde con il club lombardo e si accasa al Roseto Basket, con cui torna a calcare i parquet della massima serie. In Abruzzo completa il pacchetto degli esterni rivestendo il ruolo di riserva dell'ex talento NBA Mahmoud Abdul-Rauf e di Duane Woodward.
Nell'estate 2005 Morri accetta di scendere nella terza serie nazionale per far parte del progetto di risalita del basket pesarese, piazza che fino a qualche settimana prima era impegnata in Serie A ma anche in Eurolega, prima del fallimento della vecchia Victoria Libertas Pesaro. Con una rosa composta anche da altri giocatori di assoluto livello per la categoria come ad esempio Agostino Li Vecchi, Daniele Parente, Samuele Podestà e la stella Carlton Myers, la squadra conquista l'obiettivo della promozione in Legadue. Morri contribuisce con 11,5 punti e 2,6 assist in ventisei presenze in regular season, numeri poi saliti a 12,8 punti e 3,6 assist in otto partite di play-off. L'anno seguente, nuovamente da playmaker titolare, ottiene la seconda promozione nel giro di due anni, con un apporto personale di 8,9 punti e 4,0 assist in 32,0 minuti di gioco in regular season e di 9,8 punti e 2,9 assist in 29,9 minuti nell'arco delle dieci gare di play-off disputate. Nonostante il duplice salto di categoria che riporta Pesaro in Serie A, il suo contratto non viene rinnovato.
Rimane dunque in categoria con l'ingaggio da parte della Vanoli Soresina, classificatasi poi quinta nella Legadue 2007-2008. Qui le sue medie sono pari a 7,7 punti e 3,7 assist. I biancazzurri arrivano fino alle semifinali play-off, dove vengono eliminati dalla Juvecaserta.
Per l'annata 2008-2009 viene ingaggiato dalla TLC Palestrina, squadra in cui gioca insieme al cugino Alessandro Angeli e al concittadino Andrea Vitale nel campionato di Serie A Dilettanti, la ex Serie B d'Eccellenza. In aggiunta ai 12,2 punti ad incontro, con 6,8 assist di media si impone come il miglior uomo assist di quell'edizione del campionato.
Nella notte tra il 12 e il 13 giugno 2009 è vittima di un grave incidente stradale mentre era a bordo di uno scooter a Rimini, riportando un trauma cranico, fratture ad alcune costole e vertebre, e la perforazione di un polmone: il rischio paralisi, possibile in un primo momento, viene successivamente scongiurato.
Terminato il periodo di riabilitazione, recupera la capacità motoria al punto tale da riuscire a tornare in campo. Nel febbraio 2011 firma infatti un contratto con la Virtus Molfetta, formazione militante in Serie A Dilettanti, con la quale disputa, pur con un minutaggio piuttosto limitato, le cinque partite finali della regular season e le due partite dei play-out che si concludono con la retrocessione della squadra pugliese. Nel novembre 2011 scende in DNC (quinto livello del campionato italiano) per giocare nell'AICS Barone Montalto Forlì, ma il rapporto si interrompe dopo poche partite.